# Vische
Vische (Vusche in piemontese /'vyske/) è un comune italiano di 1 189 abitanti della città metropolitana di Torino in Piemonte.

## Monumenti e luoghi d'interesse

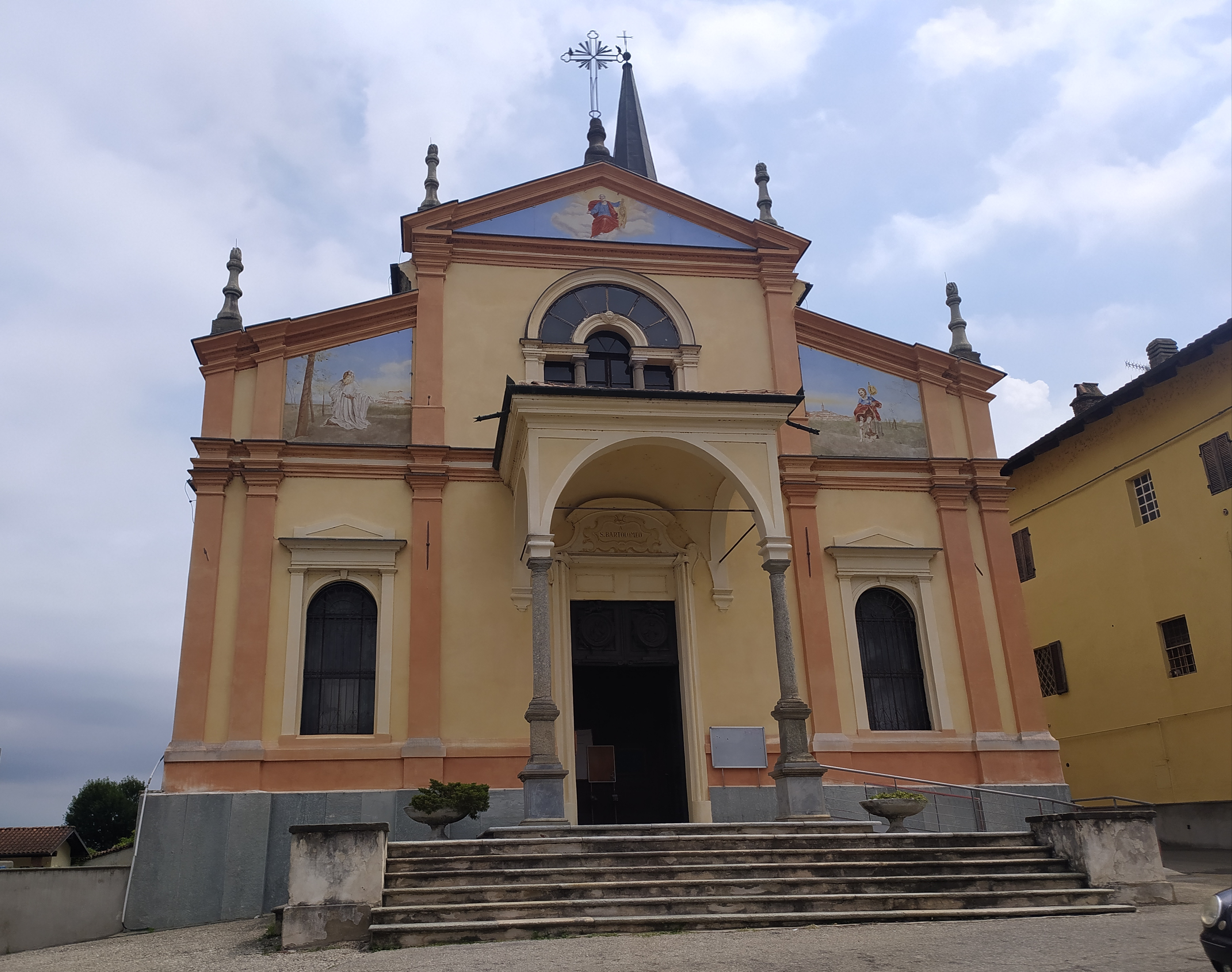
Chiesa di San Bartolomeo

- Castello di origine medievale, ma l'attuale costruzione risale al 1806 [4]
- Chiesa parrocchiale di San Bartolomeo, di origine medievale, rimaneggiata nel 1585. Ha pianta a tre navate[5]
- Villa Fornaca-Lobetti Bodoni, in stile neoclassico, del XIX secolo[6]
- Museo Vischorum, inaugurato nel 2004, raccoglie oggetti della vita quotidiana e contadina dei secoli XIX e XX[7]

## Società

### Evoluzione demografica
Negli ultimi cento anni, a partire dal 1921, la diminuzione della popolazione residente è stata pari al 47 %.
Abitanti censiti

## Amministrazione
Di seguito è presentata una tabella relativa alle amministrazioni che si sono succedute in questo comune.
| Periodo        | Periodo        | Primo cittadino  | Partito                                      | Carica  | Note  |
| -------------- | -------------- | ---------------- | -------------------------------------------- | ------- | ----- |
| 1º luglio 1985 | 28 maggio 1990 | Dario Germano    | Partito Comunista                            | Sindaco | [ 9 ] |
| 28 maggio 1990 | 24 aprile 1995 | Dario Germano    | Partito Comunista                            | Sindaco | [ 9 ] |
| 24 aprile 1995 | 14 giugno 1999 | Ilario Acotto    | centro                                       | Sindaco | [ 9 ] |
| 14 giugno 1999 | 14 giugno 2004 | Ilario Acotto    | lista civica                                 | Sindaco | [ 9 ] |
| 14 giugno 2004 | 8 giugno 2009  | Mario Pignochino | lista civica                                 | Sindaco | [ 9 ] |
| 8 giugno 2009  | 26 maggio 2014 | Mario Pignochino | lista civica                                 | Sindaco | [ 9 ] |
| 26 maggio 2014 | 27 maggio 2019 | Federico Merlo   | lista civica Tradizione progresso vivibilità | Sindaco | [ 9 ] |
| 27 maggio 2019 | in carica      | Federico Merlo   | lista civica Tradizione progresso vivibilità | Sindaco | [ 9 ] |

## Sport
Vische ha una squadra di calcio che attualmente milita nel campionato di Prima Categoria piemontese, Lega Nazionale Dilettante Piemonte e Valle D'Aosta. Nella stagione 2022-2023, che si è conclusa recentemente, si è classificata al decimo posto nel girone B. La sua denominazione completa è Associazione Sportiva Dilettantistica "La Vischese" e i colori sociali sono l'azzurro e il granata. Altre squadre che appartengono alla società sono la Juniores Provinciale U19 e gli Allievi Regionali U18.
Presso gli impianti sportivi comunali 'Stefano Acotto' è anche presente un campo da calcio a 5, il quale negli ultimi anni, è stato teatro del "Torneo dei Cantun" (torneo dei rioni).
Questo torneo si disputa nel periodo estivo solitamente a metà giugno, e vede protagoniste le 4 squadre formate dai ragazzi/e dei 4 rioni esistenti in paese (Rione Via Roma, Rione Muntisel, Rione Jere, Rione Lèvio).